# SyncML
SyncML (Synchronization Markup Language) je starejše ime za platformno neodvisen standard za sinhronizacijo informacij (aktualno poimneovanje: Open Mobile Alliance Data Synchronization and Device Management).
Različne sinhronizacijske tehnologije so bile mnogokrat lastniške in zaprte, omejene samo na izdelke določenega proizvajalca ali določen operacijski sistem ali programsko rešitev. Namen SyncML je da ponudi standardizirano in odprto rešitev. Mnogo proizvajalcev, kot so Motorola, Nokia, Sony Ericsson, IBM in Siemens AG že ponuja podporo SyncML v svojih izdelkih.
SyncML je metoda za sinhronizacijo informacij o kontaktih in koledarskih vpisih med mobilno napravo in računalnikom, ki je lahko osebni računalnik ali strežnik. Vendar pa novejše specifikacije SyncML vključujejo tudi podporo za potisno elektronsko pošto kot alternativo lastniškim rešitvam kot je BlackBerry.
Nekateri izdelki že uporabljajo SyncML az bolj splošne metode sinhronizacije podatkov, na primer za sinhronizacijo projektnih nalog med člani večjih in distribuiranih projektnih skupin. SyncML lahko uporabljamo tudi kot metodo izdelovanja rezervnih kopij podatkov.
Trenutna različica protokola je OMA Data Synchronization (DS) 1.2, kot naslednik različice 1.1.2 odobrena Februarja 2007 od OMA Board of Directors.